# Ministero del petrolio (Iran)
Il Ministero del Petrolio in persiano وزارت نفت‎ è il dicastero del governo della Repubblica Islamica dell'Iran preposto alla supervisione dell'industria petrolifera.